# Wōdejebato
Wōdejebato (tên cũ là Sylvania) là một núi đưới đáy biển Creta ở bắc quần đảo Marshall, Thái Bình Dương. Wōdejebato có lẽ là một núi lửa dạng khiên và được kết nối thông qua một sườn núi ngầm đến đảo san hô vòng Pikinni 74 kilômét (46 mi) về phía đông nam núi lửa đáy biển này; không giống với Wōdejebato, Pikinni nhô lên trên mặt biển. Núi đáy biển nhô lên 4.420 mét (14.500 ft) đến 1.335 mét (4.380 ft) dưới chiều sâu biển và được hình thành bởi đá basalt. Tên gọi Wōdejebato đề cập đến vị thần biển Pikinni.
Nó có lẽ được hình thành bởi một điểm nóng ở Polynesia thuộc Pháp ngày nay trước khi kiến tạo mảng di chuyển nó đến vị trí ngày nay. Các điểm nóng Macdonald, Rarotonga, Rurutu và Xã hội có thể đã tham gia vào sự hình thành của nó. Giai đoạn núi lửa đầu tiên diễn ra ở Cenomanian và sau đó là sự hình thành của một nền tảng carbonate nhanh chóng biến mất dưới biển. Một đợt núi lửa thứ hai trong khoảng từ 85 đến 78,4 triệu năm trước (người thiểu số) đã dẫn đến sự hình thành của một hòn đảo. Hòn đảo này cuối cùng đã bị xói mòn và các rạn san hô thô sơ đã tạo ra một cấu trúc đảo san hô hoặc đảo san hô, bao phủ hòn đảo trước đây bằng carbonate và do đó là một nền tảng carbonate thứ hai.
Nền tảng carbonate thứ hai bị chết đuối khoảng 68 triệu năm trước (Maastrichtian), có lẽ bởi vì vào thời điểm đó, nó đang di chuyển qua khu vực xích đạo có thể quá nóng hoặc quá giàu chất dinh dưỡng để hỗ trợ sự phát triển của rạn san hô. Sụt lún nhiệt hạ thấp đường nối bị chết đuối xuống độ sâu hiện tại của nó. Sau một thời gian gián đoạn, sự lắng đọng bắt đầu trên đường nối và dẫn đến sự lắng đọng của lớp vỏ mangan và trầm tích xương chậu, một số trong đó sau đó đã được sửa đổi bằng phosphat.

## Tên và lịch sử nghiên cứu
Wōdejebato cũng được viết là Wodejebato.Tên của núi này xuất phát từ Wōdejebato, tên của vị thần biển đáng sợ và đáng kính nhất của đảo vòng Pikinni. Wōdejebato trước đây được gọi là Sylvania, theo USS Sylvania, một tàu biển tham gia vẽ bản đồ núi này lần đầu tiên năm 1946. Núi đáy biển này được phát hiện năm 1944, và lần đầu tiên được điều tra, sử dụng dữ liệu chủ yếu địa chấn, trong Chiến dịch Crossroads (một vụ thử bom hạt nhân). Sau đó, nhiều lần đá đã được nạo vét từ đường nối và lõi khoan đã được lấy; các lõi 873–877 của Chương trình Khoan Đại dương từ Wōdejebato.

## Địa lý và địa chất

### Bối cảnh cục bộ
Wōdejebato nằm trong Dải alik các đảo và núi đáy biển ở bắc quần đảo Marshall, bao gồm khoảng ba nhóm đảo theo hướng tây bắc có nguồn gốc núi lửa. Đảo vòng Pikinni (tên cũ là Bikini) và khoảng 74 kilômét (46 mi) về đông nam núi đáy biển.
Núi đáy biển nằm ở độ sâu 1.335 mét (4.380 ft) và dài khoảng 43 kilômét (27 mi)  với đỉnh phẳng 1.200 kilômét vuông (462 dặm vuông Anh)  thu hẹp về phía đông nam từ trên 25 kilômét (16 mi) đến ít hơn 12 kilômét (7,5 mi).
Bề mặt của các đỉnh dốc bằng phẳng hướng vào trong  và được bao phủ bởi các lõm và núm nhỏ với độ nổi trung bình khoảng 1 mét (3 ft 3 in) cũng như các vết gợn. Đỉnh bằng phẳng được bao quanh bởi một sườn núi, có chiều rộng 100–800 mét (330–2.620 ft) và chiều cao trung bình 36 mét (118 ft). Ở phía bắc và đông bắc của nó, sườn núi này lần lượt được bao quanh bởi một sườn núi khác rộng 200–700 mét (660–2.300 ft).  Đỉnh bằng phẳng đã được hiểu là một đầm phá được bao quanh bởi các rạn san hô  tạo thành sườn núi bên trong; sườn núi bên ngoài dường như là một đống cát hình chứ không phải là một rạn san hô  và có thể là một vết nhổ được hình thành bởi vật liệu được làm lại.  Các gò nhỏ có lẽ có nguồn gốc sinh học được tìm thấy ở lề của núi đáy biển.
Núi đáy biển này cao 4.420 mét (14.500 ft) so với đáy biển  và có hình dạng không đều, với các mũi nhọn phóng ra từ chu vi của nó. Các mũi nhọn này có chiều rộng 11–13 kilômét (6,8–8,1 mi) và các đặc điểm bề mặt khác biệt so với các mặt phẳng trên đỉnh phẳng chính.  Các mũi nhọn dường như là các khu vực rạn nứt, tương tự như các khu vực được hình thành trên Hawaii bởi sự phun đê mặc dù một số các rặng núi tại Wōdejebato có thể có nguồn gốc khác nhau.  Wōdejebato dường như có bốn đường vân như vậy, nhiều hơn so với quan sát tại Hawaii. Một lời giải thích là sườn núi phía tây bắc là một đường nối khác; một cái khác mà Wōdejebato bao gồm nhiều hơn một ngọn núi lửa  mặc dù kích thước tương đối nhỏ của đường nối sẽ tranh cãi với quan điểm này.  Các sườn dốc của Wōdejebato xuống khá dốc cho đến khi ở độ sâu 2.500 mét (8.200 ft), nơi chúng trở ít dốc hơn,  chúng được trang trí với các hình dạng giống như hình nón và kênh.  Một phần của sườn phía nam của nó, nơi có một sân thượng xuống cấp, dường như đã sụp đổ trong quá khứ. Một hình nón núi lửa vệ tinh khác nằm ở phía bắc của Wōdejebato ở độ sâu 3.000 mét (9.800 ft). Wōdejebato chứa cấu trúc núi lửa trong nắp trầm tích bề mặt,  và dị thường trọng lực không khí tự do đã được quan sát thấy trên đường nối.
Wōdejebato được nối với Pikinni bởi một dải núi dưới biển rộng 9,7 kilômét (6 mi), dài 20 kilômét (12 mi) và cao 1,5 kilômét (0,93 mi) và cả hai núi lửa đều có chung một bệ; Wōdejebato là núi lớn hơn trong hai và đỉnh phẳng của nó có bề mặt lớn hơn Pikinni's. Các dị thường từ tính dị thường cũng được tìm thấy trên cả hai ngọn núi lửa, với Wōdejebato có đặc điểm rộng hơn. Các mảnh vụn từ hai ngọn núi lửa này đã tạo thành một tấm chắn ở chân phía tây nam của chúng dày lên đến 800 mét (2.600 ft). Đáy biển bên dưới Wōdejebato được hình thành trong Khu vực yên tĩnh kỷ Jura hơn 156,9 triệu năm trước.Xa hơn về phía bắc từ Wōdejebato nằm ở đường nối Lōjabōn-Bar, và Look Guyot nằm ở phía đông. Wōdejebato dường như là một nguồn của turidite trong lòng chảo Nauru.